# 沙干河
50°37′55″N 79°15′45″E / 50.6319°N 79.2625°E
沙干河（羅馬化：Şağan ，羅馬化：Chagan ）是哈薩克斯坦的河流，位於該國東部東哈薩克斯坦州，屬於額爾濟斯河的左支流，發源自哈薩克丘陵側，河道全長295公里，流域面積25,400平方公里。

## 外部連結
- Radioactive contamination of the Shagan River ecosystem （页面存档备份，存于）
- On the Soviet nuclear program